# シンプラスト

アポプラスト経路とシンプラスト経路

シンプラスト(Symplast)は、水や小分子の溶質が自由に拡散できる植物細胞の細胞膜の内側部分のことである。
原形質連絡は、糖やアミノ酸等の小分子やイオンが細胞間で直接流れることを可能とする。転写因子や植物ウイルス等のより大きな分子もアクチンの助けを借りて輸送することができる。これにより、濃度勾配に沿って、細胞質-細胞質間の水とその他の栄養素の流れができる。特に、根で土壌中から栄養素を吸い上げるために用いられている。表皮から外皮を通って内皮、内鞘に至り、そこで木部に入って、長距離の輸送がなされる。対義語はアポプラストで、これは細胞壁を用いた輸送であり、長距離輸送用のシンプラストとは対照的である。